# Polisportiva Valpolcevera 1937-1938
Questa voce raccoglie le informazioni riguardanti la Polisportiva Valpolcevera nelle competizioni ufficiali della stagione 1937-1938.

## Rosa
| N. |                   | Ruolo | Calciatore       |
| -- | ----------------- | ----- | ---------------- |
|    | Italia (bandiera) |       | Walter Azzali    |
|    | Italia (bandiera) |       | Luigi Bacigalupo |
|    | Italia (bandiera) |       | Carlo Becucci    |
|    | Italia (bandiera) |       | Manlio Boffardi  |
|    | Italia (bandiera) |       | Alberto Borghini |
|    | Italia (bandiera) | P     | Luigi Caburri    |
|    | Italia (bandiera) |       | Amilcare Casali  |
|    | Italia (bandiera) |       | Adelio Cornara   |
|    | Italia (bandiera) |       | Luigi Cosso      |

| N. |                   | Ruolo | Calciatore       |
| -- | ----------------- | ----- | ---------------- |
|    | Italia (bandiera) |       | Luigi Cremonesi  |
|    | Italia (bandiera) |       | Vincenzo Dameri  |
|    | Italia (bandiera) |       | Romolo De Simone |
|    | Italia (bandiera) |       | Sergio Grasso    |
|    | Italia (bandiera) |       | Dino Menegatti   |
|    | Italia (bandiera) |       | Attilio Rivanera |
|    | Italia (bandiera) |       | Emilio Torazza   |
|    | Italia (bandiera) |       | Ididoro Volnich  |